# Aldercar
Aldercar – wieś w Anglii, w hrabstwie Derbyshire, w dystrykcie Amber Valley. Leży 14 km na północny wschód od miasta Derby i 187 km na północny zachód od Londynu.